# Lepturacanthus
Lepturacanthus és un gènere de peixos pertanyent a la família dels triquiúrids.

## Taxonomia
- Lepturacanthus pantului (Gupta, 1966)[4]
- Lepturacanthus roelandti (Bleeker, 1860)[5]
- Lepturacanthus savala (Cuvier, 1829)[6][7][8][9][10][11][12][13]